# Vojaškopolitično vojaško učilišče Jugoslovanske ljudske armade
Vojaškopolitično učilišče (kratica VPU) je bila vojaško-izobraževalna ustanova, ki je delovala v sestavi Jugoslovanske ljudske armade.

## Zgodovina
Šola je bila ustanovljena leta 1947 med splošno reorganizacijo jugoslovanskega vojaškega šolstva. Izobraževanje je trajalo 10 mesecev.
Leta 1952/4 so učilišče ukinili z namenom organizacije vojaških akademij.